# Bahnstrecke Düsseldorf-Unterrath–Düsseldorf Flughafen Terminal
| Streckennummer (DB): | 2406 (Flughafen Terminal–D-Unterrath) 2408 (Verbindungskurve) |                                     |                                     |
| Kursbuchstrecke (DB): | 450.11                                                        |                                     |                                     |
| Streckenlänge: | 2 km                                                          |                                     |                                     |
| Spurweite: | 1435 mm (Normalspur)                                          |                                     |                                     |
| Stromsystem: | 15 kV 16,7 Hz ~                                               |                                     |                                     |
| Streckengeschwindigkeit: | 80 km/h                                                       |                                     |                                     |
| Zugbeeinflussung: | PZB                                                           |                                     |                                     |
| Zweigleisigkeit: | durchgehend                                                   |                                     |                                     |
| |                                                               |                                     |                                     |
| Land: | Nordrhein-Westfalen                                           |                                     |                                     |
| \| \| 0,0 00,0 \| Düsseldorf Flughafen Terminal \| Düsseldorf Flughafen Terminal \| \| \| \| Ende Flughafentunnel (318 m) ⊙ \| \| \| \| 1,0 00,0 \| Düsseldorf Flughafen Abflug E ⊙ \| Düsseldorf Flughafen Abflug E ⊙ \| \| \| \| SkyTrain Terminal–Bahnhof \| \| \| \| 1,1 00,0 \| Düsseldorf Flughafen Awanst ⊙ \| Düsseldorf Flughafen Awanst ⊙ \| \| \| 1,3 00,0 \| Düsseldorf Flughafen W 884 (Bft)⊙ \| Düsseldorf Flughafen W 884 (Bft)⊙ \| \| \| 0,5 \| D-Unterrath Karthäuser Weg (Abzw) ⊙ \| D-Unterrath Karthäuser Weg (Abzw) ⊙ \| \| \| 2,1 0,0 \| Düsseldorf-Unterrath \| Düsseldorf-Unterrath \| \| \| \| Strecke Düsseldorf–Duisburg \| \| \| \| \| \| \| \| Quellen: [1] \| \| \| \| |                                                               |                                     |                                     |
| S-Kopfbahnhof Streckenanfang (im Tunnel) | 0,0 00,0                                                      | Düsseldorf Flughafen Terminal       | Düsseldorf Flughafen Terminal       |
| Tunnelende |                                                               | Ende Flughafentunnel (318 m) ⊙      | Ende Flughafentunnel (318 m) ⊙      |
| ehemaliger S-Bahn-Halt | 1,0 00,0                                                      | Düsseldorf Flughafen Abflug E ⊙     | Düsseldorf Flughafen Abflug E ⊙     |
| Kreuzung mit U-Bahn geradeaus unten |                                                               | SkyTrain Terminal–Bahnhof           | SkyTrain Terminal–Bahnhof           |
| ehemalige Blockstelle | 1,1 00,0                                                      | Düsseldorf Flughafen Awanst ⊙       | Düsseldorf Flughafen Awanst ⊙       |
| Abzweig geradeaus und nach links · Strecke von rechts | 1,3 00,0                                                      | Düsseldorf Flughafen W 884 (Bft)⊙   | Düsseldorf Flughafen W 884 (Bft)⊙   |
| Strecke quer · Kreuzung geradeaus unten · Abzweig geradeaus und von rechts | 0,5                                                           | D-Unterrath Karthäuser Weg (Abzw) ⊙ | D-Unterrath Karthäuser Weg (Abzw) ⊙ |
| S-Bahnhof quer · Abzweig quer und nach rechts · Abzweig quer und nach links | 2,1 0,0                                                       | Düsseldorf-Unterrath                | Düsseldorf-Unterrath                |
| ehemaliger Bahnhof quer · Strecke quer · Strecke quer |                                                               | Strecke Düsseldorf–Duisburg         | Strecke Düsseldorf–Duisburg         |
| |                                                               |                                     |                                     |
| Quellen: |                                                               |                                     |                                     |

Die Bahnstrecke Düsseldorf-Unterrath–Düsseldorf Flughafen Terminal ist eine Stichstrecke vom Bahnhof Düsseldorf-Unterrath an der Bahnstrecke Köln–Duisburg zum Bahnhof Düsseldorf Flughafen Terminal im Norden der nordrhein-westfälischen Landeshauptstadt Düsseldorf.
Die Bahnstrecke ist als Hauptbahn klassifiziert, durchgehend zweigleisig und mit Oberleitung elektrifiziert. Sie ist außerdem aus Richtung Norden von der Abzweigstelle Düsseldorf-Unterrath Karthäuser Weg über eine eingleisige und ebenfalls elektrifizierte Strecke angebunden.

## Geschichte
Am 27. Oktober 1975 wurde in Vorbereitung des Ausbaus der Bahnstrecke Köln–Duisburg für den S-Bahn-Verkehr eine neue Strecke von der Abzweigstelle Düsseldorf-Derendorf Dp zum Terminal des Düsseldorfer Flughafens für den Personenverkehr eröffnet. Zu diesem Zwecke wurden bereits vorhandene Anschlussgleise zu einer zweigleisigen Strecke ausgebaut und elektrifiziert sowie bis unter das Empfangsgebäude des Terminal C verlängert.
Zu dieser Zeit kreuzte diese noch niveaugleich die Gleise der bis dahin hauptsächlich für den Güterverkehr genutzten Strecke 2670 nördlich des Bahnhof Düsseldorf-Unterrath, erst Ende der 1980er Jahre wurde eine niveaufreie Zufahrt zum Unterrather Bahnhof gebaut. Am 27. Mai 1990 wurde die nördliche Zufahrtsstrecke in Betrieb genommen, sodass der Terminalbahnhof auch aus dem Ruhrgebiet direkt vom zur gleichen Zeit aufgelassenen Bahnhof Kalkum erreichbar wurde.
Nach der Brandkatastrophe 1996 und der darauf folgenden kurzzeitigen Schließung des Terminalgebäudes wurde auf halber Strecke ein provisorischer Bahnsteig errichtet. Dieser Haltepunkt Düsseldorf Flughafen Abflug E lag in der Nähe des behelfsweise und nur zum Abflug eingerichteten Terminals E, diente daher ausschließlich zum Ausstieg, und blieb noch bis zur Eröffnung des Flughafen-Fernbahnhofs am 26. Mai 2000 in Betrieb.
2024 kündigte der Flughafen an, den Gleisanschluss zum Tanklager an der ehemaligen Ausweichanschlussstelle bis 2029 für die Anlieferung von Treibstoffen zu reaktivieren.

## Heutige Situation
Der Bahnsteig des provisorischen Haltepunktes blieb bestehen, er wird heute (ohne Halt) von der Skytrain genannten automatischen Hochbahn überquert. Die Verbindungskurve Richtung Norden ist in Betrieb, wird aber planmäßig nur mehr kaum genutzt.
Mit Eröffnung des Fernbahnhofs an der Hauptstrecke von Düsseldorf nach Duisburg wurden Haltepunkt und Verbindungsstrecke überflüssig, das Wenden im unterirdischen Kopfbahnhof schlicht zu zeitintensiv durch durchgehende Züge wie die ehemalige Linie S 21, die parallel zur Linie S 1 fuhr.
Auf Grund von Problemen bei der Installation und Abnahme des Skytrain wurde zunächst ein Bus-Pendelverkehr eingerichtet, seit dem 1. Juli 2002 verbindet die führerlose Hochbahn den Fernbahnhof über zwei Zwischenhalte Parkhaus P4 und Terminal A/B mit dem derzeitigen Endbahnhof Terminal C.

## Zugangebot
Die Strecke wird von der S-Bahn Köln bedient:
S 11: Düsseldorf Flughafen Terminal – Düsseldorf-Unterrath – Düsseldorf-Derendorf – Düsseldorf Hbf – Neuss Hbf – Dormagen – Köln Hbf – Bergisch Gladbach